# Volker Roelcke
Volker Roelcke (* 10. November 1958 in Heidelberg) ist ein deutscher Medizinhistoriker und Hochschullehrer.

## Leben
Roelcke studierte Medizin an den Universitäten Heidelberg und Glasgow. Er promovierte an der Universität Heidelberg mit einer Arbeit aus der experimentellen Immunologie. Anschließend studierte er von 1984 bis 1988 Ethnologie, Alte Geschichte und Philosophie in Heidelberg und Cambridge. 1988 erlangte er einen Master-Abschluss in Philosophie an der Universität Cambridge.
Zwischen 1988 und 1992 absolvierte er eine Weiterbildung zum Facharzt für Psychiatrie und Neurologie, anschließend war er bis 1999 wissenschaftlicher Angestellter am Medizinhistorischen Institut der Universität Bonn. Im Jahr 1997 habilitierte er sich mit einer Arbeit Krankheit und Kulturkritik. Psychiatrische Gesellschaftsdeutungen im bürgerlichen Zeitalter im Fach Geschichte der Medizin an der Universität Bonn.
Von 1998 bis 1999 war er anschließend Gastwissenschaftler im Forschungsprogramm Die Kaiser-Wilhelm-Gesellschaft im Nationalsozialismus der Präsidentenkommission der Max-Planck-Gesellschaft am Max-Planck-Institut für Wissenschaftsgeschichte in Berlin. Von 1999 bis 2003 war er Professor am Institut für Medizin- und Wissenschaftsgeschichte der Universität zu Lübeck. Seit April 2003 ist er in Nachfolge von Jost Benedum Professor für Geschichte der Medizin und Geschäftsführender Direktor des Instituts für Geschichte der Medizin an der Universität Gießen.
Roelcke hat zahlreiche Arbeiten, unter anderem zur Geschichte der Medizin und der Psychiatrie im Nationalsozialismus sowie im 19. Jahrhundert und zur Forschungsethik der Medizin, veröffentlicht. Er war von 2009 bis 2013 Vorsitzender der Kommission zur Aufarbeitung der Geschichte der DGPPN, im Jahr 2011 wurde er zum Mitglied der Leopoldina gewählt.

## Arbeitsgebiete
Roelcke forscht über die Geschichte der Psychiatrie im 19. und 20. Jahrhundert, das Verhältnis von Eugenik und Humangenetik am Beispiel der psychiatrischen Genetik in Deutschland, Großbritannien und den USA, die Medizin im Nationalsozialismus, Epistemologie und Ethik des Humanexperiments im 20. Jahrhundert und Anthropologie in der Medizin.

## Veröffentlichungen (Auswahl)
- Politik in der Wissenschaft. Zur Evaluierung von „NS-Belastung“ in wissenschaftlichen Kontexten, Wissenschaftliche Verlagsgesellschaft, Stuttgart / Deutsche Akademie der Naturforscher Leopoldina, Halle (Saale) 2024.
- zusammen mit Heinz Schott (Hrsg.): „Andersartigkeit“ und Identität in menschlichen Gesellschaften. Die Verantwortung der Wissenschaften (= Acta Historica Leopoldina, Bd. 73), Stuttgart 2019.
- Vom Menschen in der Medizin. Für eine kulturwissenschaftlich kompetente Heilkunde, Gießen 2017.
- Richard Siebeck und die Medizin im Nationalsozialismus. Haltung und Handeln bis 1945 und in der Nachkriegszeit, Forschungsbericht im Auftrag der DGPT, Berlin/Gießen 2016.
- zusammen mit Sascha Topp, Étienne Lepicard (Hrsg.): Silence, Scapegoats, Self-Reflection. The Shadow of Nazi Medical Crimes on Medicine and Bioethics, Göttingen 2014.
- zusammen mit Hans-Walter Schmuhl (Hrsg.): „Heroische Therapien“. Die deutsche Psychiatrie im internationalen Vergleich, 1918–1945, Göttingen 2013.
- zusammen mit Frank Schneider (Hrsg.): Psychiater im Nationalsozialismus. Täterbiographien (= Schwerpunktheft Der Nervenarzt, Bd. 83), 2012.
- zusammen mit Paul Weindling und Louise Westwood (Hrsg.): International Relations in Psychiatry. Britain, America, and Germany to World War II, Rochester/New York 2010.
- (Hrsg.): Die Medizinische Fakultät der Universität Gießen von der Wiedergründung 1957 bis zur Gegenwart, Frankfurt/Main 2007.
- zusammen mit Sigrid Oehler-Klein (Hrsg.): Vergangenheitspolitik in der universitären Medizin nach 1945. Institutionelle und individuelle Strategien im Umgang mit dem Nationalsozialismus, Stuttgart 2007.
- zusammen mit Horst Carl, Eva-Maria Felschow, Jürgen Reulecke und Corina Sargk (Hrsg.): Panorama 400 Jahre Universität Gießen. Akteure – Schauplätze – Erinnerungskultur, Frankfurt/Main 2007.
- zusammen mit Giovanni Maio (Hrsg.): Twentieth Century Ethics of Human Subjects Research. Historical Perspectives on Values, Practices, and Regulations, Stuttgart 2004.
- zusammen mit Eric J. Engstrom (Hrsg.): Psychiatrie im 19. Jahrhundert. Forschungen zur Geschichte von psychiatrischen Institutionen, Debatten und Praktiken im deutschen Sprachraum (= Medizinische Forschung, Bd. 13), Basel 2003.
- zusammen mit Hans-Heinrich Raspe (Hrsg.): Ethik der Planung und Forschung im Gesundheitswesen (= Schwerpunktheft Zeitschrift für ärztliche Fortbildung und Qualitätssicherung, Bd. 97, Heft 10), Jena 2003.
- zusammen mit Christian Bonah und Étienne Lepicard (Hrsg.): La médecine expérimentale au tribunal. Implications éthiques de quelques procès médicaux du XXe siècle européen, Paris 2003.
- zusammen mit Andreas Frewer (Hrsg.): Die Institutionalisierung der Medizinhistoriographie. Entwicklungslinien vom 19. ins 20. Jahrhundert, Stuttgart 2001.
- zusammen mit Giovanni Maio (Hrsg.): Medizin und Kultur. Ärztliches Denken und Handeln im Dialog zwischen Natur- und Geisteswissenschaften. Festschrift für Dietrich von Engelhardt, Stuttgart/New York 2001.
- Krankheit und Kulturkritik. Psychiatrische Gesellschaftsdiagnosen im bürgerlichen Zeitalter 1790–1914, Frankfurt/Main 1999, ISBN 978-3-593-36208-3 (Habilitationsschrift).
- zusammen mit Linda Orth, Yonka Dutschewska-Kothes, Wolfgang Klenk und Barbara Wolf-Braun (Hrsg.): „Pass op, sonst küss de bei de Pelman.“ Zur Psychiatriegeschichte im Rheinland des 19. Jahrhunderts, Bonn 1994.
- Untersuchung von Oberflächen-Zuckerstrukturen auf normalen und leukämischen Leukozyten durch humane monoklonale Antikörper (Kälteagglutinine), Heidelberg 1982, DNB 880889152 (Dissertation).